# Grotte Chauvet 2 Ardèche

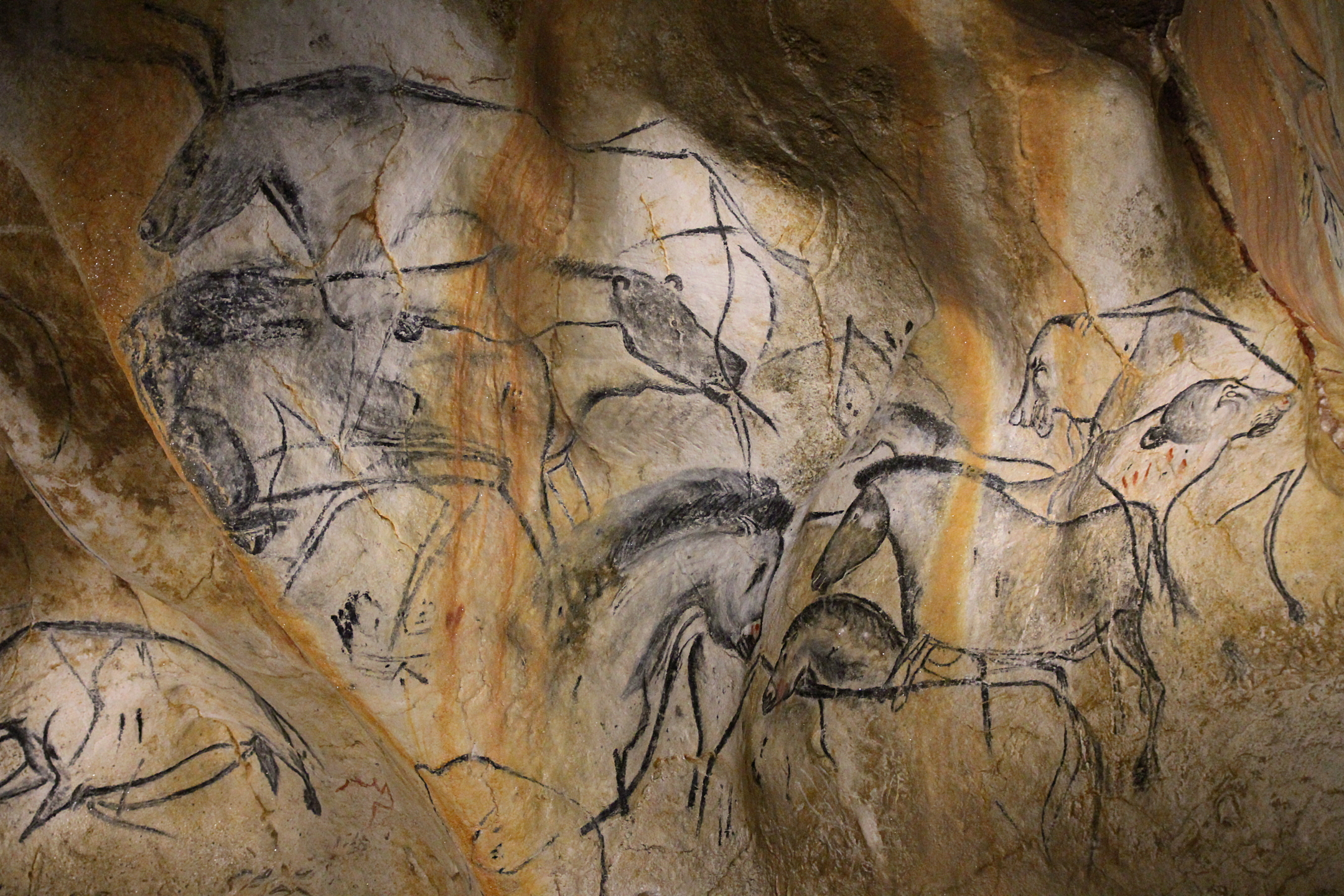
Nachgebildete Höhlenmalereien in der Caverne du Pont d’Arc

Die Grotte Chauvet 2 Ardèche (bis 3. Februar 2019 Caverne du Pont-d’Arc) bildet einen Teil der benachbarten Chauvet-Höhle (Grotte Chauvet) in der Gemeinde Vallon-Pont-d’Arc nach, um die dortigen Höhlenmalereien einem breiten Publikum in einer möglichst authentischen Umgebung zeigen zu können, ohne die Originale zu gefährden. Diese Höhlennachbildung ist die größte der Welt.

## Planung und Bau
Die Chauvet-Höhle wurde 1994 entdeckt. Sie enthält zahlreiche Höhlenmalereien, die zu den ältesten bekannten überhaupt zählen. 
In den Jahren um die Jahrtausendwende scheiterten nacheinander zwei Projekte, wie eine Replik umsetzbar wäre, an finanziellen und genehmigungsrechtlichen Gründen. Erst in einem dritten Anlauf ab 2007 konnte Pascal Terrasse, der Präsident des Conseil général de l'Ardèche und selbst passionierter Höhlenforscher, eine gemischte Finanzierung aus Mitteln der Region, des französischen Staates und der Europäischen Union organisieren. Die Kosten des Projekts beliefen sich auf 55 Mio. €.
Als Bauplatz für die Replik wurde ein verbuschtes Gelände in der Nähe der Originalfundstelle gewählt, das mit einer kurzen Stichstraße an die Straße von Vallon-Pont-d’Arc nach Bourg-Saint-Andéol angebunden wurde. Das Konzept umfasst die Replik selbst sowie begleitende Einrichtungen in einem parkähnlich angelegten, aber naturnah gestalteten Gelände. Die Replik wurde in einer architektonisch aufwändig gestalteten Halle – ebenerdig – verwirklicht. Die Anlage umfasst weitere Gebäude, in denen den Besuchern der Befund und sein altsteinzeitlicher Kontext erläutert werden, sowie ein Restaurant und einen Museumsshop. Baubeginn war im Oktober 2012. Gestaltet wurde das Projekt von dem Architekturbüro Xavier Fabre.
Der französische Name der Höhlennachbildung durfte anfangs keinen Bezug zum Namen des Originalfundplatzes enthalten, da sich die Entdecker der Chauvet-Höhle die Rechte an entsprechenden Markennamen gesichert hatten und es diesbezüglich zwischen ihnen und dem Konsortium, das die Höhlennachbildung von Pont-d’Arc umsetzte, zu keiner Einigung kam. Nachdem es Anfang 2018 zu einer Einigung gekommen war, wurde der Name am 4. Februar 2019 von Caverne du Pont-d’Arc in "Grotte Chauvet 2 Ardèche" geändert.

## Die Replik
Die Qualität der Replik wurde durch ein wissenschaftliches Komitee sichergestellt, dem 15 Wissenschaftler unter dem Vorsitz von Jean Clottes angehörten. Es wurden drei Wissenschaftler, die die Originalhöhle bereits seit 1998 untersucht hatten, benannt, um den Herstellungsprozess der Replik zu begleiten: Jean-Michel Geneste (Paläontologe), Jean-Jacques Delannoy (Geomorphologe) und Philippe Fosse (Archäozoologe). Der künstliche Höhlenraum enthält die Nachbildungen der wichtigsten Malereien aus der Originalhöhle, wobei die Form und Oberflächenbeschaffenheit des Untergrunds der Malereien dem der originalen Höhlenwände entspricht.
Auf einer Grundfläche von 3500 m² bildet die Replik einen Höhlenraum mit 8180 m² Wänden und Gewölben im Maßstab 1:1. Technisch wird das dadurch erreicht, dass die in Kunstharz nachgeformten, originalgetreu gefärbten und bemalten „Felsen“ an einem Stahlgeflecht aus 150 km Stahldraht montiert sind, das die Oberflächenformen der Höhle exakt nachbildet. Dieses Stahlgeflecht wiederum ist hängend an einer Trägerkonstruktion im Dach der Halle befestigt. Von all dem sehen die Besucher der Replik nichts.
Die Höhlenmalereien wurden von verschiedenen Künstlern auf den vorgefertigten Repliken der Felswände nachgebildet. Sie verwendeten dabei die gleichen Techniken und Materialien, mit denen die Originale geschaffen wurden: natürliche Farbpigmente und Holzkohle.

## Eröffnung und Betrieb
Die Anlage wurde am 10. April 2015 im Beisein des französischen Staatspräsidenten François Hollande eröffnet und ist für die Öffentlichkeit seit dem 25. April 2015 zugänglich. Jährlich werden 300.000 bis 400.000 Besucher erwartet.
In der strukturschwachen Region Ardèche wurden mit der Anlage 60 bis 70 Arbeitsplätze in der Hochsaison geschaffen und indirekt 300 bis 500 weitere Arbeitsplätze im touristischen Dienstleistungsbereich.
Während die Besucher alle übrigen Einrichtungen der Anlage frei betreten können, ist der Besuch der Replik nur im Rahmen von geführten Gruppen möglich. Dafür werden minutengenaue, zeitgebundene Eintrittskarten verkauft. In zeitlichem Abstand werden Gruppen von etwa 25 Personen eingelassen und absolvieren die Führung in Französisch, Englisch oder Deutsch in etwa 50 Minuten. Für anderssprachige Besucher werden Audioguides in 10 Sprachen angeboten.